# Овечий (приток Онигмы)
Овечий — ручей в России, протекает по территории Чернопорожского и Идельского сельских поселений Сегежского района Республики Карелии. Длина ручья — 11 км.
Ручей берёт начало из болота без названия на высоте выше 127 м над уровнем моря.
Течёт преимущественно в юго-восточном направлении по заболоченной местности.
Ручей в общей сложности имеет два притока суммарной длиной 4,0 км.
Втекает в реку Онигму, впадающую в Ондское водохранилище. Через последнее протекает река Онда, впадающая в Нижний Выг.
Населённые пункты на ручье отсутствуют.
Код объекта в государственном водном реестре — 02020001312202000006496.